# カジ・ノズルル・イスラム

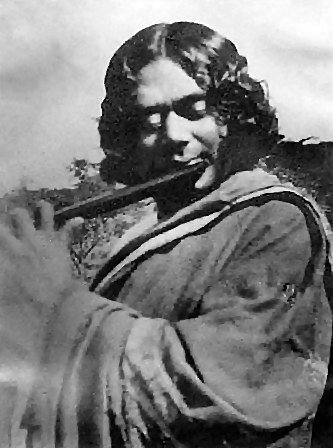
カジ・ノズルル・イスラム（1899年-1976年）

カジ・ノズルル・イスラム（英語: Kazi Nazrul Islam; ベンガル語: কাজী নজরুল ইসলাম, ラテン文字転写: Kazi Nozrul Islam、1899年5月24日 - 1976年8月29日）は、ベンガル語詩人、文人、音楽家、独立運動家。「バングラデシュの国民詩人」であるとされる。宗教詩や抑圧への抵抗をテーマにした詩や歌を数多く制作した。

## 概要
ノズルルは「反逆の詩人」と呼ばれることがあるが、これはノズルルの社会正義を求める政治活動の結果である。ノズルルの芸術的活動には歌の創作が大きな比重を占め、約4000曲にも及ぶ膨大な作品群は「ノズルルの歌」を意味する「ノズルル・ギーティ」と呼ばれる。ノズルルはバングラデシュ国内のみならず、インドの西ベンガル州やアッサム、トリプラといったベンガル語を話す住民の多い地域を中心に受容され、また顕彰されている。
ノズルルは代々カーディーを輩出したベンガル・ムスリムの家系に生まれ、若年の頃より宗教教育を受け、地元のモスクでムアッズィンとして働いた。また Letor Dal という地方劇の制作に携わりながら詩作、劇作、文学を学んだ。1917年に英印軍に入隊し、第一次世界大戦中はメソポタミア遠征に従軍した。その後カルカッタで新聞記者として身を立て、詩作を通じてイギリスによるインド支配を批判し、革命を呼びかけた（革命詩としては"Bidrohi" ("বিদ্রোহী", 'The Rebel') や "Bhangar Gaan" ("ভাঙার গান", 'The Song of Destruction')などが知られる）。イギリス植民地当局は、インドの独立を求めて活動を続けるノズルルを何度も投獄した。ノズルルは獄中で "Rajbandir Jabanbandi" ("রাজবন্দীর জবানবন্দী", 'Deposition of a Political Prisoner') を著した。
ノズルルの著作がテーマとした題材は、自由、人間中心主義、愛、革命と、多岐にわたり、宗教やカースト、性別に基づく偏見や原理主義に反対した。作品形式に関しては、短編から長編の小説、随筆も書いたが、とりわけ詩と歌曲といった韻文で知られる。ノズルルはまた、ベンガル語でガザル形式の詩を書いた最初の詩人である。ノズルルはまた、律動（リズム）の面で効果を得るため、アラビア語、ペルシア語、サンスクリット語の語彙を自作に取り入れる実験を行った。
ノズルルが作曲した歌曲は4000曲近くに上る。1942年、ノズルルが43歳のとき、原因不明の症状がノズルルを襲い、発話と記憶ができなくなった。ウィーンではピック病と診断された。ノズルルは病気のため身体もしだいに衰え、孤立を余儀なくされた。ジャールカンド州の病院で数十年過ごしたあと、1972年にバングラデシュ政府の招きに応じてダッカへ移住した。その4年後の1976年8月29日にバングラデシュで亡くなった。

## 生い立ち

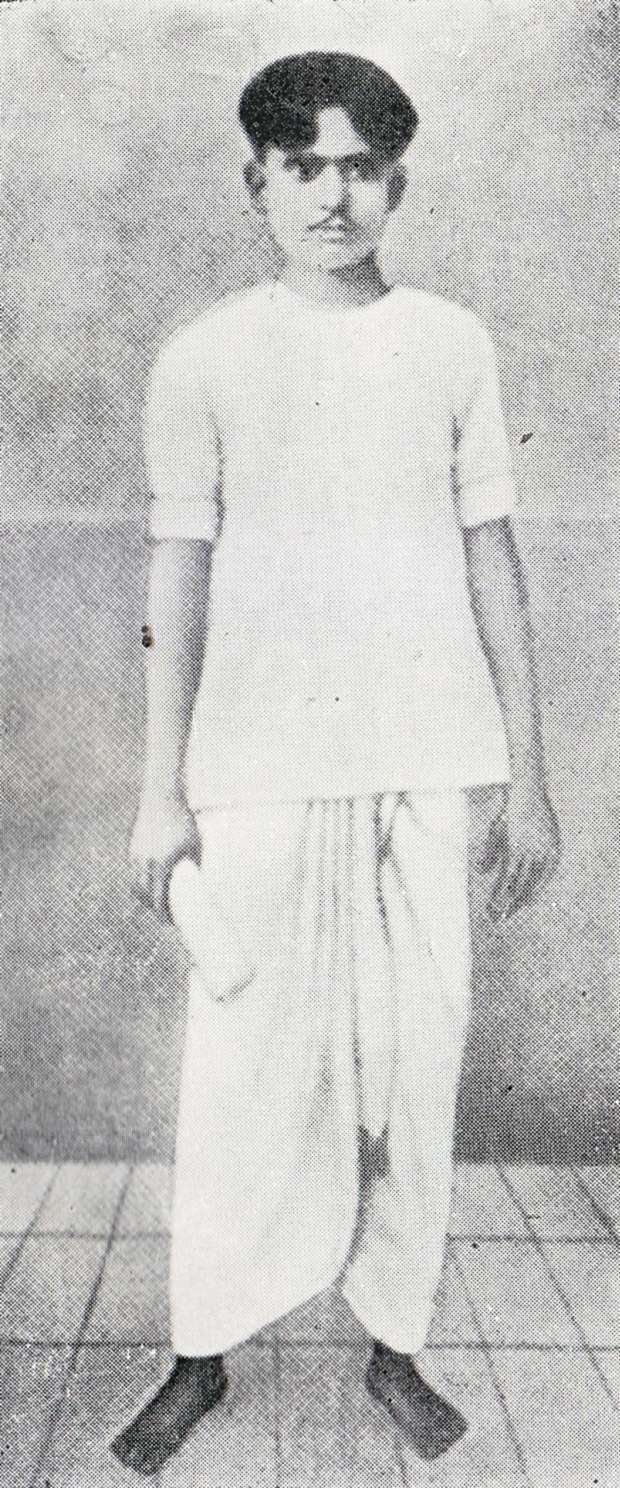
若い頃のノズルル

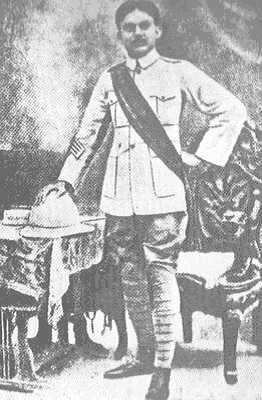
英印軍の軍装に身を包んだノズルル

ノズルルは1899年5月24日の火曜日、ベンガル管区のChurulia村で生まれた。家族はタールクダールと呼ばれるムスリム系の地主貴族であり、ノズルルは男3人女1人のきょうだいの次男であった。父のカジ・ファキール・アフマド（Kazi Faqeer Ahmed）は地元のモスクで礼拝の導師を務めたり、霊廟の管理を任されたりしていた人物であった。ノズルルの子供の頃のあだ名は「根暗」 Dukhu Miañ (দুখু মিঞা literally, 'the one with grief', or 'Mr. Sad Man')であった。モスク付属のマクタブ、ダルガ付随のマドラサでイスラーム諸学を学んだ。ノズルルの父親は、ノズルルが10歳のときの1908年に亡くなった。ノズルルはモスクの管理人の仕事を父から引き継ぎ、家計を支え、後にはそのモスクで礼拝の呼びかけの仕事（ムアッズィン）もした。
ノズルルは叔父がやっている leto という旅回りの田舎芝居に惹かれ、一座と共に旅をして演劇を学び、歌の作詞もやった。ノズルルは経験を積みながらベンガル語文学とサンスクリット文学、聖典プラーナ等のヒンドゥー教の文化に関する知識を深めた。ノズルルは一座のために田舎劇Chāshār Shōng ('the drama of a peasant') から神話劇や歴史劇（例えば、Shokunībōdh ('the Killing of Shakuni), Rājā Judhisthirer Shōng ('the drama of King Yudhishthira), Dātā Kōrno ('the philanthropic Karna'), Ākbōr Bādshāh ('Akbar the emperor'), Kobi Kālidās ('poet Kalidas'), Bidyan Hutum ('the learned owl'), and Rājputrer Shōng ('the prince's sorrow')など）まで、さまざまな芝居の脚本を書いた。
1910年にノズルルは一座を抜けて、ラニガンジにある高等学校に入学した。学校では、ユガンタルの活動家をしていた高校教師、Nibaran Chandra Ghatak に影響を受けた。後に作家となるサイラジャナンダ・ムコパッダエ Sailajananda Mukhopadhyay とはこの学校でクラスメイトであった。ノズルルはその後、詩人のクムドランジャン・マリクが校長を務める学校に転校するが学費を払えず退学した。その後、コヴィガンの一座に入り、アサンソルの街のパン屋や茶屋で働いた。1914年にノズルルは、トリシャルにあるダリランプル高校（現在はノズルルの名前を関した大学になっている）に通い、ベンガル語、サンスクリット語、アラビア語、ペルシア文学、ヒンドゥースタンの古典音楽などを学んだ。教師たちはこれらを学び研究しようとするノズルルの真剣さに感銘を受けた。
ノズルルは10年生までの課程を終えたが、大学入学許可を得るための試験に出席せず、進学ではなく軍への入隊の道を選んだ。1917年にノズルルは18歳で英印軍に入隊する。この選択にはふたつの動機があった。ひとつは若さゆえの冒険への渇望である。もうひとつは当時の政治への興味である。ノズルルは第49ベンガル連隊に所属し、カラチ・カントンに配置された。カラチでは交戦経験こそなかったものの、ハヴィルダール（軍曹相当の下士官）から同連隊の需品係将校  (quartermaster)  にまで階級を上げた。
この時期にノズルルは、ロビンドロナト・タクル（タゴール）とショロットチョンドロ・チョットパッダエの作品を集中的に読んだ。同時に、シーラーズのハーフィズや、ウマル・ハイヤーム、ルーミーといったペルシア語詩人の作品を、連隊にいた別のパンジャーブ人のムスリム知識人から教わった。ノズルル自身も創作を行い、最初の散文作品集 Baunduler Atmakahini（放蕩者の一生）を1919年5月に出版した。1919年7月には雑誌 Bangiya Mussalman Sahitya Samiti（ベンガル・ムスリム文芸ジャーナル）にノズルルの詩作品 "Mukti" ("মুক্তি", 自由)が掲載された。

## 創作活動
1920年にノズルルは、第49ベンガル連隊の解散に合わせて軍を除隊した。そして、当時「インドの文化上の首都」であったカルカッタ（コルカタ）に居を定め、前出の雑誌 Bangiya Mussalman Sahitya Samiti（ベンガル・ムスリム文芸ジャーナル）の編集に加わった。同誌で7年間ほど働くかたわら、ノズルルは、一作目の小説 Bandhan-hara (বাঁধন-হারা, 拘束からの解放) と第一詩集を出版した（1920年）。第一詩集には、"Bodhan", "Shat-il-Arab", "Kheya-parer Tarani", "Badal Prater Sharab", といった作品が含まれ、高い評価を得た。
ノズルルは、バングラ・ムスリム文学協会（Bengali Muslim Literary Society）で活動しているうちに、モハンマド・モザンメル・ハックやカジ・アブドゥル・ワドゥード、ムハンマド・ショヒードッラーといった、他の若い文士と知り合うようになり、特にショヒードッラーとは生涯にわたって親交を結ぶことになる。ノズルルはバングラ・ムスリム文学協会以外にも Gajendar Adda や Bharatiya Adda といったカルカッタの文士詩人、知識人が集う社交クラブの常連であった。ノズルルはタゴールと多くの点で異なっていたが、それにもかかわらずノズルルはタゴールを精神的に自分を導く存在としていた。
1921年にノズルルはクミッラ県ダウラトプルの出版人アリー・アクバル・ハーンの姪、ナルギス（Nargis）と婚約した。ところが、同年6月18日の婚礼の日、アリー・アクバル・ハーンが、婚姻契約に「ノズルルは結婚後、ダウラトプルに住むべし」という条件を加えることを公然と要求したため、ノズルルは婚礼の場から立ち去った。
ノズルルは1922年に「反逆」（Bidrohi）と題した詩を発表した。インドの文学界はノズルルの「反逆」論に賛辞を送り、ノズルルの名声は絶頂に達した。「反逆」の初出はビジリ誌（Bijli, বিজলী, "Lightning"）であり、イギリスの支配に対して初めて大衆が参加した民族主義運動である「不服従運動」と同時期であったため、その言葉とテーマは多くのインド人に受け入れられた。ノズルルは反逆の内に働くさまざまな力について考察を加え、怒りのみならず、その美しさや機微をも表現した。ノズルルは続いて「破壊的幸福」（Pralayollas）を書き、第一詩集『炎の琴』（Agni-veena, "অগ্নি-বীণা", 'Lyre of Fire'）も出版した。その後、短編集となる『悲しみの贈り物』（Byathar Dan "ব্যথার দান"）と、エッセイ集（Yugbani, "যুগবাণী"）を出版した。
ノズルルは、1922年8月12日から隔週刊誌『彗星』（Dhumketu, "ধূমকেতু", 'Comet'）の刊行を開始した。イギリスのインド総督府は、「反逆詩人」（ベンガル語: বিদ্রোহী কবি, ラテン文字転写: Bidrohi Kobi）のあだ名を取るようになったノズルルを警戒し始め、『彗星』編集部は、1922年9月に政治的なメッセージを含む詩 "Anondomoyeer Agomone" ("আনন্দময়ীর আগমনে")　を掲載したあと、警察による手入れを受けた。ノズルルは1923年1月23日に扇動の罪で逮捕された。ノズルルは法廷で長々と自分の主張を述べた。
私は詩人である；私はアッラーにより、いまだ表現されていないものを表現するために遣わされた。いまだ描かれていないものを描くために。人は詩人の声を通してアッラーを聞くのだ。私はアッラーの楽器である。楽器は壊せないこともないだろう。しかし、アッラーを壊せる者などどこにもいない。

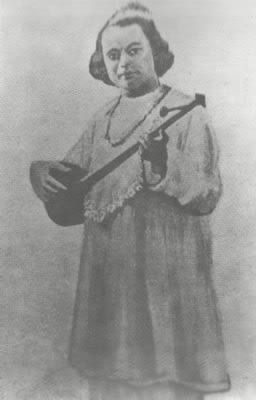
舞台劇 Dhruba において Narad の役を演じるノズルル。

1923年4月14日にノズルルはアーリープル刑務所からフーグリー県にある刑務所に移送された。そこでイギリス人の刑務所長の酷い扱いに抗議するため、40日間の断食ないしハンガーストライキを行った。いったん断食を中断した後さらに1か月間断食を続け、最終的に1923年の12月に刑務所から解放された。牢屋に閉じ込められている期間中には非常に多くの創作が行われ、多数の詩や歌が生み出されたが、イギリスのインド政府はその多くを発禁処分にした。タゴールは1923年に戯曲 "Basanta" をノズルルに献呈し、ノズルルはこれへの返礼として "Aj Srishti Shukher Ullashe" という詩をタゴールに捧げた。1924年8月にはノズルルの著作 Bisher Banshi （毒の笛）が刊行されたが、イギリスのインド植民地当局により発禁処分を受けた。同書はイギリスの支配に対するインドの反抗を喚起するものであり、発禁後もひそかに頒布され、回し読みされた。
ノズルルはヒラーファト運動を「中身のない宗教原理主義」と捉え、批判的であった。ノズルルの反逆的精神は、宗教的正統性や政治的正統性を名目にした厳格主義にも向けられた。ノズルルは、イギリス帝国からの即時独立を掲げるインド国民会議派をも批判したが、独立の気運を高めるために、国民会議のベンガル支部に加入した。ノズルルはムザッファル・アフメド（Muzaffar Ahmed (politician)）とともに、民族自立と労働者階級への奉仕を目的とした社会主義政党 Sramik Praja Swaraj Dalの立ち上げに関わり、1925年12月16日に「鋤」を意味する週刊誌 Langal の刊行をはじめた。
ノズルルは1921年にコミッラ（Comilla）を訪れた折にプラミラ・デーヴィー（Pramila Devi）という名前の若いベンガル人ヒンドゥー教徒の女性と出会い、1924年4月25日に結婚した。Brahmo Samaj はイスラーム教徒と結婚した Pramila を批難し（Pramila は同団体のメンバーであった）、イスラーム教徒のウラマーはヒンドゥー教徒と結婚したノズルルを批難した。しかし、中傷にもかかわらずノズルルの「反逆の詩人」としての名声は日増しに高まっていった。

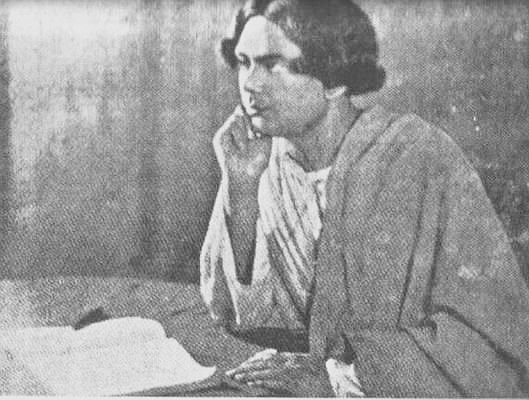
1927年頃のノズルル

息子が生まれたノズルル一家は、1926年にクリシュナガルに移り住み、作風は大衆に向けて労働者階級の息吹を伝えるものへと変化していった。
ノズルルは、それまでペルシア語やウルドゥー語で書かれるのが普通であったガザル形式の詩を、ベンガル語で書いて同時代の人々に驚きを与えた。また、バングラ人ムスリムの感性によりそう作品を多数創作した。ヒンドゥー教の女神、カーリーを讃える歌も作成しており、Shyamasangeet, Bhajan, Kirtan といったヒンドゥーの聖歌の形式にのっとる歌も作っている。1928年にノズルルはグラモフォンやHMVと契約し、ノズルル作曲の歌がラジオの電波にのってインド全土で聞かれるようになった。
ノズルルは両性の平等を信じており、このことは当時の人々にとっては革命的なことであった。社会的性役割によらず男女交じり合ってそれぞれの役割を果たすのが人生において重要なことだと考えた。さらに、ノズルルは、"Barangana" という詩の中で、世界最古の職業のひとびとを「母」と呼び、社会に衝撃を与えた。ノズルルは売春婦を、売春婦であるより前にまず人間であると受け止め、母であり姉であり妹である種族に属する人間であるとして、売春婦へ冷たい視線を向ける社会を批判した。
女性の権利の拡張論者であったノズルルは、作品の中で、新しい文化を受け容れる女性も伝統にひたる女性も等しく描いた。ノズルルの作品のテーマには貧困も含まれる。ノズルルが作曲した歌 Nazrul Geeti は、2300作ほどあるとされる。

## 後半生
1930年にノズルルの本 Pralayshikhm が発禁になり、ノズルル自身も「扇動」を理由に拘束された。ガンディー＝アーウィン協定の締結後の1931年に刑務所から出される。1928年から1935年の間にノズルルは精力的に創作活動を続け、代表作の数々が生み出されるが、失われた作品も多い。ノズルルの歌曲は民衆の俗謡にベースがあるものが多く、ヘビ使いの歌 jhanpan を洗練させたものもある。
インドの映画産業は勃興期にあり、ノズルルの才能を必要とした。ベンガル語映画 Dhruva Bhakta で監督をつとめたノズルルは、バングラ映画で最初のムスリムの監督になった。1937年の映画 Vidyapati はノズルルが前年に書いた舞台用戯曲が下敷きになっている。ノズルルはタゴールの小説 Gora の映画翻案で音楽監督をつとめた。サチン・セングプタが監督した、スィラージュッダウラの生涯を描く伝記映画の主題歌も作曲した。そのほか、Monilal Gangopadhyay の戯曲 "Jahangir" や "Annyapurna" でも協力した。さらに、作る側のみならず "Haramoni" や "Navaraga-malika" という分析的なドキュメンタリー映画や音楽評論も手がけた。インドの古典音楽ラーガに触発された歌も多い。

## 晩年

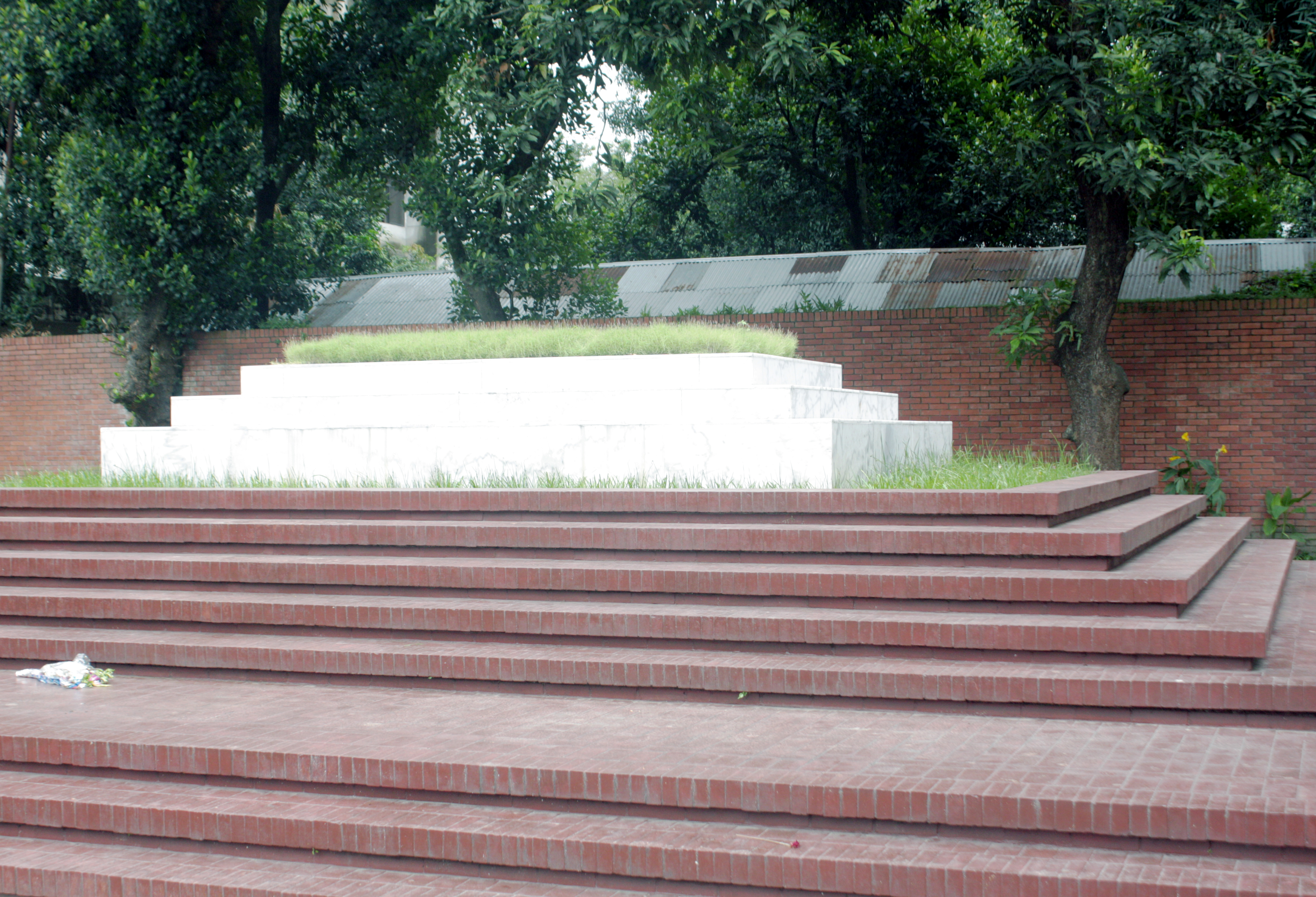
ノズルルの墓所はダッカ大学の中央モスクである。

ノズルルの妻プラミラは1939年に深刻な病気になり下半身が動かせなくなった。ノズルルは妻に治療を受けさせるため、著作権を抵当に入れて400ルピーを捻出した。1940年に日刊紙 Nabayug （新時代）の編集長に就任し、ジャーナリズムの世界に再び身を投じることとした。
1941年8月にタゴール死去の報せを聞くと、追悼詩 "Rabihara" （ラビをなくして）を作った。追悼詩はラジオ放送局 All India Radio からインド全土に音読された。その後の数か月の間に、ノズルルは自分自身がだんだん声を出しにくくなっていくのに気付いた。動作がおぼつかなくなり、日常生活に支障をきたすようになった。アーユルヴェーダなどの西洋医学の代替療法（ホメオパシー）に頼った治療を続けていたノズルルであるが、治療の効果が見られず次第に具合が悪くなり、精神的にも落ち込むようになった。家族は1942年にノズルルを精神病院に入院させたが4か月そこで治療を受けて改善が見られなかった。ノズルルは家族と共に自宅で、10年間特に大きな出来事もなく暮らした。「ノズルル治療協会」 "Nazrul Treatment Society" を自称する集まりが尽力して、ノズルルは最初、ジャールカンドのラーンチーの病院に転院し、その後、ロンドンの病院に、さらに、ウィーンの病院に転院した。精神外科の世界的権威、ハンス・ホーフは、ノズルルの病気がピック病であると診断し、もう治らないと告げた。ノズルルは1953年12月にカルカッタに戻った。1962年6月30日に妻のプラミラが亡くなった。ノズルルは日常の多くのことに介護を必要とし、発症後は仕事や創作活動から遠ざかった。
新しく誕生したバングラデシュ政府は、インド政府との合意の下、1972年5月24日にノズルルをカルカッタからダッカに連れて行き、1976年1月に国籍を与えた。1972年にはノズルルの末息子の Kazi Aniruddha が亡くなり、ノズルル自身も1976年8月29日に亡くなった。バングラデシュ政府は2日間の服喪期間を設定し、インド共和国の議会でも黙祷が捧げられた。葬列には何万人もの人が参列し、生前の詩の中で歌われていた願いに沿って、遺体はダッカ大学のキャンパス内のモスクのそばに葬られた。